# Lexi Underwood
Pour les articles homonymes, voir Underwood.
Lexi Underwood, née le 28 août 2003 à Cheverly (Maryland), est une actrice et chanteuse américaine. 

## Carrière
En 2020, elle incarne l'un des rôles principaux de la série Hulu Little Fires Everywhere aux côtés de Reese Witherspoon et Kerry Washington.
En 2023, elle tient l'un des rôles principaux de la saison 2 de la série d'anthologie Cruel Summer.

## Filmographie

### Cinéma
- 2022 : Sneakerella de Elizabeth Allen : Kira King

### Télévision

#### Séries télévisées
- 2014 : Person of Interest : Queen Bee
- 2016 : Code Black : Emily Campbell
- 2017 : Henry Danger : Narlee
- 2017 : Walk the Prank : Nancy (4 épisodes)[2]
- 2017 : Raven : Shannon Reynolds
- 2017 : Will Vs The Future : Athena[3]
- 2017 : The David S. Pumpkins Animated Halloween Special : Paige (voix)[4]
- 2018 : The Good Doctor : Spirit Garcia
- 2019 : Bienvenue chez Mamilia : Ava (4 épisodes)
- 2020 : Little Fires Everywhere : Pearl Warren (8 épisodes)
- 2020 : Acting for a Cause : Mary Bennet
- 2021 : De l'autre côté (Just Beyond) : Ella
- 2022 : The First Lady : Malia Obama (4 épisodes)
- 2023 : Cruel Summer : Isabella LaRue (rôle principal, 10 épisodes)

#### Téléfilms
- 2016 : The Crooked Man : Charlotte jeune
- 2017 : The Nerd Posse : Jennifer